# Jean Philip la Vin
Jean Philip la Vin, född i Berlin, död 1774 i Ryssland, var en tysk präst i Vadstena, Glückstadt och Ryssland. 

## Biografi
Jean Philip la Vin föddes i Berlin och var son till en hantverkare i staden. Han flyttade med sin fader till Vadstena. I Vadstena kom fadern att arbeta som kantor i Vadstena församling. La vin blev däremot själasörjare vid Kammarduksfabriken (1754–1759), Vadstena. Han flyttade till Stockholm och blev kort därpå kyrkoherde i Glückstadt. Några år därefter blev han kyrkoherde i franska församlingen i Sankt Petersburg. La Vin blev även superintendent över alla reformerta församlingar i Ryssland. Han avled 1774 i Ryssland.

### Familj
Han var gift med Pabeau.